# 茹基夫亞爾
50°1′43″N 37°22′54″E / 50.02861°N 37.38167°E
茹基夫亞爾（烏克蘭語：Жуків Яр）是位於烏克蘭東部的村莊，由哈爾科夫州庫皮揚斯克區的大布尔卢克市镇負責管轄。該村始建於1750年，面積0.23平方公里，海拔高度171米，2001年人口92，人口密度每平方公里400人。